# M79 (гранатомёт)
M79 — однозарядный 40-мм гранатомёт, принятый на вооружение в 1961 году армией США. Разработан в период 1951—1961 годов конструкторами-оружейниками Спрингфилдского и Пикатиннского арсеналов (казённые учреждения) совместно с инженерами компании Professional Design Co., Агавам, штат Массачусетс. Неофициальные названия — «Blooper» и «Thumper». Первый образец американского ствольного стрелкового вооружения с алюминиевым стволом. Позднее, в середине 1960-х гг. была разработана двухсотфунтовая авиационная модификация M5 для размещения на борту вертолётов (Philco-Ford — гранатомёт, Emerson Electric — СУВ), прошедшая испытания на Абердинском испытательном полигоне и принятая на вооружение в июне 1965 г. Для её размещения под днищем многоцелевых вертолётов UH-1B была разработана специальная гранатомётная турель.

## Предыстория
У M79 имелся предшественник — опытный ручной гранатомёт ружейного типа (grenade gun), разработанный Стюартом Лонгом — конструктором-оружейником из Лорела, штат Мэриленд, в начале 1940-х гг. и представленный вниманию армейского командования ещё в октябре 1943 года, но не принятый на вооружение по причине непроработанности вопроса применяемых боеприпасов. Разница между ними заключалась в том, что исходная модель использовала в качестве боеприпасов гранаты аналогичные ручным осколочным Mk II, модифицированные для стрельбы из нарезного ствола (калибром около 58 мм) при помощи вышибного заряда, а для M79 был разработан специальный боеприпас (калибра 40 мм), — этим занимались специалисты Пикатиннского арсенала. Внешне же, как и по принципу работы (казённое заряжание, разламывающийся напополам для перезаряжания ствол с нарезами, деревянные приклад и ложе, прицельные приспособления, «арктический» спусковой крючок (позволяющий вести стрельбу в зимних перчатках на меху), два гранатомёта были практически одинаковыми.

## История
В целом, разработанный образец вооружения соответствовал определению «ручной миномёт» (так как основным способом стрельбы из него была навесная стрельба), инновацией была возможность обстрела противника сверху вниз с возвышения и стрельба прямой наводкой на близких дистанциях до цели. Применение алюминиевого сплава в качестве материала для ствола позволило существенно снизить массу оружия. Гранатомёт проходил испытания на Абердинском испытательном полигоне в начале 1960-х гг., тогда же он получил индекс опытного образца XM79. Форма и устройство принятой на вооружение серийной модели отличались от опытного образца формой приклада, спускового ложа и прицельных приспособлений. M79 превосходил все имевшиеся до того образцы стрелкового вооружения пехоты в условиях городской застройки, при стрельбе по огневым точкам, амбразурам бункеров, скоплениям пехоты. В таком виде гранатомёт был призван заполнить пробел между ручными гранатами и переносными миномётами. Постановка его на вооружение предполагала снятие с вооружения 60-мм ротного миномёта, который становился не нужным в таких условиях. Военнослужащим, принимавшим участие в испытаниях, гранатомёт сразу пришёлся по вкусу, за его скорострельность, лёгкость и удобство в эксплуатации.

## Производство
Исходное производство гранатомётов (pilot-line) не выходило за пределы предприятия-разработчика — Спрингфилдского арсенала, боеприпасы снаряжались и поставлялись с Пикатиннского арсенала и с завода Crosley Corp., Ordnance Division (подразделения вооружения компании AVCO) в Коннерсвилле, штат Индиана. Алюминиевые гильзы к боеприпасам поставляла компания Harvey Aluminum Co., Торренс, штат Калифорния, осколочную рубашку производила корпорация Chamberlain Corp., Уотерлу, штат Айова, взрыватели выпускались компанией Minneapolis-Honeywell Regulator Co., Миннеаполис, штат Миннесота.
Серийным производством гранатомётов и боеприпасов к нему в период Вьетнамской войны (в период наибольшей интенсификации производства) и позже занимались: Action Manufacturing Co., Арканзас-Сити, Канзас; Tool Research & Engineering Corp., Exotic Metal Products Division, Пасадена, Калифорния; Kanarr Corp., Кингстон, Пенсильвания; Philco-Ford Corp., Ньюпорт-Бич, Калифорния; TRW, Inc., Кливленд, Огайо; Varo, Inc., Гарленд, Техас;.
В ноябре 2017 года американская компания «Spike Tactical» начала выпуск «сигнального пистолета» Strike Tactical Trumper, который представляет собой копию гранатомёта М-79 со стволом калибра 37 мм, и стреляет 37-мм сигнальными ракетами. Оружие предложено для коммерческой продажи на рынке гражданского огнестрельного оружия.

## Описание
Представляет собой лёгкое однозарядное оружие с нарезным стволом. Приклад и цевьё деревянные, на прикладе установлен резиновый затыльник-амортизатор отдачи. Для зарядки ствол оружия откидывается вниз, гранатомётчик вкладывает в ствол гранату и запирает ствол. Управление узлом запирания ствола осуществляется по типу охотничьих ружей.
M79 предназначен для поражения живой силы, транспорта и легкобронированной техники противника на дальностях до 400 м.

## Боевое применение
Широко использовался в войне во Вьетнаме, где зарекомендовал себя весьма надёжным, простым и точным оружием. Гранатомёт M-79 применялся американскими военнослужащими в том числе во время убийства жителей вьетнамской деревни Сонгми.
Очень большое количество гранатомётов попало в руки к противнику. За один 1975 год армия Северного Вьетнама захватила 47000 гранатомётов M79.
В ходе вьетнамской войны США потеряли как минимум 3 летательных аппарата из за гранатомётов M-79. Как минимум два боевых вертолёта UH-1 Huey Армии США были сбиты из трофейных M79, в первом погибло двое и во втором погибло четверо американцев. Ещё один UH-1 был потерян из за случайного выстрела из M79 американским солдатом внутри вертолёта, крушение привело к гибели 13 американцев и южновьетнамцев.
Существует компактная версия-«обрез» M79 Pirate Gun. Сейчас используется спецподразделением SEAL.

## Использование в терактах и преступлениях
В Таиланде в начале XXI века американские гранатомёты M79 получили прозвище оружие террора из за постоянного использования различными группировками и боевиками для обстрелов демонстраций, протестов, политических деятелей и полицейских.
22 апреля 2010 года в столице Таиланда Бангкоке во время протестных акций «красных футболок» и «разноцветных» со стороны первых было произведено 5 выстрелов из гранатомётов M79, в результате попаданий погибло 5 человек, ещё около 100 получили ранения различной степени тяжести.
23 февраля 2014 года в Бангкоке один человек из группы вооружённых людей выстрелил из гранатомёта M79 по людям собравшимся на протестной акции Народного Комитета Демократических Реформ. Граната попала прямо в группу людей, в результате ужасной трагедии погибло два ребёнка и один взрослый, ещё 21 человек получили ранения различной степени тяжести. Позже полиция задержала людей, причастных к трагедии, у них был изъят гранатомёт и ещё 25 гранат к нему.
4 апреля 2017 года на юге Таиланда в провинции Яла мусульманские террористы обстреляли из гранатомётов M79 полицейский блок-пост, ранив 9 полицейских.

## Страны-эксплуатанты
- Австралия — во время войны во Вьетнаме США передали гранатомёты М79 на вооружение австралийского военного контингента по программе военной помощи вместе с другим американским оружием[28]
- Бразилия: в бразильской армии[29][30]
- Вьетнам[29] — некоторое количество трофейных М79 использовалось в ходе вьетнамской войны, после её окончания в 1975 году значительное количество осталось в распоряжении Вьетнамской Народной армии (по официальным данным США, только по программе военной помощи Южному Вьетнаму было поставлено 47 000 шт. гранатомётов М79)[31][32], а дополнительное количество могло быть захвачено у войск США, Австралии и Таиланда. В дальнейшем их производство было освоено на заводе Z125 под названием M79-VN[33]
- Гаити[29]
- Гватемала[29]
- Гондурас[29]
- Греция[29]
- Доминиканская Республика[29]
- Израиль[29]
- Индонезия[29]
- Иордания[29]
- Иран[29]
- Ирландия[29]
- Испания[29]
- Йемен[29]
- Камбоджа[34]
- Кения[29]
- Колумбия[[29]
- Коста-Рика[29]
- Ливан[29]
- Малайзия[29]
- Мьянма[29]
- Никарагуа[29] — гранатомёты М79 были на вооружении «контрас» уже в марте 1983 года[35], некоторое количество трофейных М79 использовалось в подразделениях Сандинистской Народной армии[36]
- Новая Зеландия — в 1967 году США передали гранатомёты М79 на вооружение новозеландского военного контингента во Вьетнаме по программе военной помощи вместе с другим американским оружием[37]
- Оман[29]
- Парагвай[29]
- Португалия[29]
- Сальвадор — первые М79 были переданы в 1981 году[38], всего до 1993 года из США было поставлено 1704 шт. M79[39], в 2009 году они оставались на вооружении[29]
- Саудовская Аравия[29]
- Сент-Винсент и Гренадины[29]
- Сомали[29]
- США[29]
- Тайвань[29]
- Таиланд[29]
- Турция[29]
- Фиджи[29]
- Филиппины[29]
- Чад[29]
- Эритрея[29]
- Эфиопия[29]
- Южная Африка
- Южная Корея: с 1980-х годов копия KM79 производится по лицензии Daewoo[40]
- Ямайка: Силы обороны Ямайки.[29][41]